# Nachida Laïfa
Pour les articles homonymes, voir Laïfa.
Nachida Laïfa (en arabe : نشيدة العيفة), née le 17 octobre 1982 à Alger, est une footballeuse internationale algérienne jouant au poste d'attaquante.

## Carrière en club
Laïfa a joué pour l'ASE Alger Centre en Algérie,.

## Carrière internationale
Laïfa a été sélectionnée pour l'Algérie lors de deux éditions de la Coupe d'Afrique des Nations féminine (2006 et 2014),,.